# Apiogaster bonsae
Apiogaster bonsae är en skalbaggsart som beskrevs av Reé Michel Quentin och Jean François Villiers 1979. Apiogaster bonsae ingår i släktet Apiogaster och familjen långhorningar.
Artens utbredningsområde är Kenya. Inga underarter finns listade i Catalogue of Life.